# Freedom Mobile
Freedom Mobile Inc. (abans WIND Mobile Corp.) és una empresa canadenca de telecomunicacions propietat de Globalive que ofereix serveis de telefonia mòbil.

## Història
Fundat el 2008 per Globalive, WIND Mobile va ser un dels diversos operadors mòbils nous llançats al Canadà el 2008 arran d'una iniciativa governamental per fomentar la competència en el sector sense fil juntament amb Mobilicity (posteriorment adquirida per Rogers Communications) i Public Mobile (que posteriorment va ser adquirida per Telus). Inicialment va llançar serveis mòbils de veu i dades al Greater Toronto i l'àrea de Hamilton, Ontario el 16 de desembre de 2009 i dos dies després a Calgary, Alberta. Des de llavors, el sud d'Ontario ha estat l'objectiu principal d'ampliar la xarxa, primer amb Ottawa el primer trimestre de 2011, i després amb una mitja dotzena de regions addicionals, la més recent va ser Brantford el 3 de juliol de 2014.
El 2016 va canviar el seu nom a Freedom Mobile.